# Indische merel
De Indische merel (Turdus simillimus) is een zangvogel uit de familie lijsters (Turdidae).

## Verspreiding en leefgebied
De soort telt 4 ondersoorten:
- T. s. nigropileus: westelijk, centraal en zuidoostelijk India.
- T. s. simillimus: zuidwestelijk India.
- T. s. bourdilloni: zuidelijk India.
- T. s. kinnisii: Sri Lanka.